# Zuidelijke gladde dolfijn
De zuidelijke gladde dolfijn (Lissodelphis peronii) is een dolfijn uit het geslacht der gladde dolfijnen (Lissodelphis). De zuidelijke gladde dolfijn komt voor op het Zuidelijk Halfrond. Het enige andere lid van het geslacht, de noordelijke gladde dolfijn (Lissodelphis borealis), leeft in de Noordelijke Stille Oceaan. De zuidelijke gladde dolfijn dankt zijn soortaanduiding peronii aan de Franse bioloog François Peron, die het dier voor het eerst in 1800 waarnam voor de kust van Tasmanië.

## Beschrijving

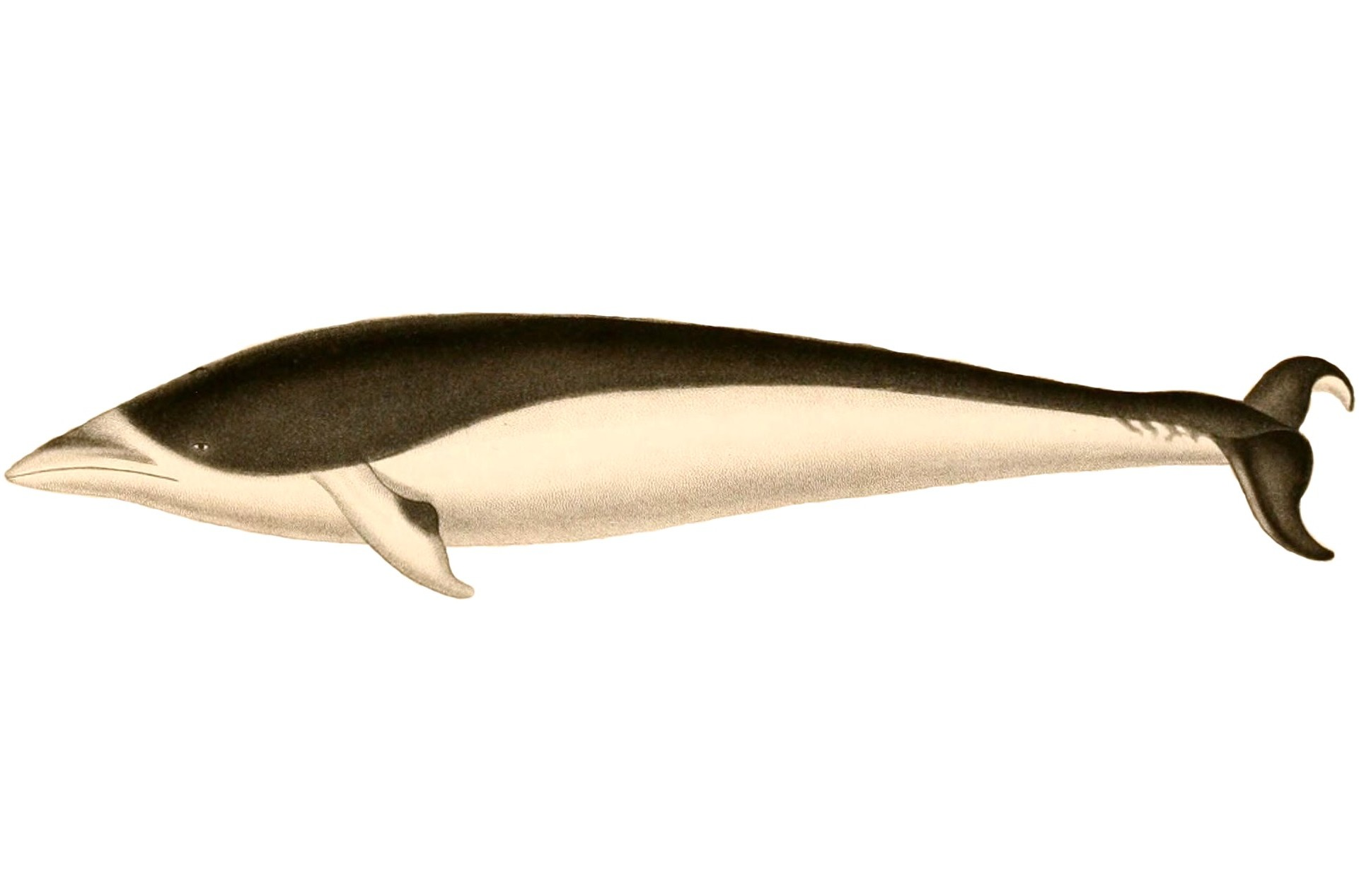
Een afbeelding uit 1847

De zuidelijke gladde dolfijn is een kleine, slanke dolfijn, de enige dolfijnensoort op het Zuidelijk Halfrond zonder rugvin. De soort heeft een korte snuit, kleine, gebogen en spits aflopende borstvinnen en een kleine, licht ingekerfde staart, die spits is aan de uiteinden. Er zijn 44 tot 49 spitse tanden in iedere kaakhelft. De zuidelijke gladde dolfijn is zwart-wit van kleur. De beide kleuren zijn duidelijk van elkaar gescheiden. Het zwarte vlak loopt over de rug, de bovenzijde van de staart, het voorste deel van de flanken en de kop tot voorbij de ogen. Het witte vlak bedekt de gehele onderzijde, van de onderzijde van de staart tot de keel en bek, evenals het voorhoofd, het grootste deel van de flanken en de borstvinnen. De voor- en achterrand van de borstvinnen hebben een donkere rand. Jonge dieren zijn geheel grijs van kleur. De mannetjes van de zuidelijke gladde dolfijn worden tussen de 180 en 300 cm lang en ongeveer zestig tot honderd kilogram zwaar. Vrouwtjes blijven iets kleiner dan mannetjes, meestal zo'n 180 tot 230 cm. Een jong is bij de geboorte ongeveer 70 cm lang. Jonge dieren zijn eerst grijs van kleur voordat ze het zwart-witte kleurenpatroon krijgen.

## Verspreiding
De zuidelijke gladde dolfijn leeft in de gematigd koude tot subantarctische wateren ten zuiden van de Steenbokskeerkring. De meest noordelijke waarneming vond plaats op 19° zuiderbreedte. De soort komt voornamelijk in diepere wateren voor, maar soms ook dichter bij de kust. 

## Leefwijze
Hij leeft in grote groepen van twintig tot honderd dieren, maar er zijn ook groepen met meer dan duizend dieren waargenomen. Ook schoolt hij regelmatig samen met andere walvissoorten. Massale strandingen komen soms voor. De zuidelijke gladde dolfijn jaagt op pijlinktvissen en vissen als lantaarnvissen en harders.
Aan het wateroppervlak maakt de soort lange lage sprongen, slaat met de staart op het water en glijdt met de buik omhoog over het water. Ook zoekt hij schepen op en surft op de boeggolf van een schip. Deze dolfijnensoort wordt voornamelijk waargenomen op walvisexcursies tussen de Falklandeilanden en Antarctica en in de zeeën rond Argentinië, Chili, Nieuw-Zeeland en Zuid-Afrika.